# ترلو
ترلو یک برنامه کاربردی وب برای مدیریت کار، مدیریت پروژه، مدیریت فرایند و امورات پرسنل است که توسط شرکت نرم‌افزاری فاگ کریک در سال ۲۰۱۱ ساخته شده و در سال ۲۰۱۴ خود به شرکت مستقلی تبدیل شده‌است. و بعداً در ژانویه 2017 به یک شرکت تابعهAtlassian فروخته شد.عملکرد این نرم‌افزار کاربردی براساس مدل کسب و کار فری‌میوم است و همچنین شیوه دریافت‌های بالاتر از مصرف‌کنندگان دیگر محصولات به منظور قیمت کمتر و یارانه‌ای برای گروه دیگر در شرکت نرم‌افزاری فاگ کریک مدنظر بوده‌است. خدمات پایه به‌صورت رایگان ارائه می‌شود هرچند یک نوع از آن در سال ۲۰۱۳ راه اندازی شده که برای خدماتش مبلغی دریافت می‌کند.

## توصیف سایت
با استفاده از این ابزار شما می‌توانید به راحتی مدیریت کلیه کارها را به عهده بگیرید، برای این مورد ابزارهای فراوانی وجود دارند اما ترلو ابزاری است که کار با آن به آسانی صورت می‌گیرد. بوردهای فیزیکی مزایای خاص خودشان را دارند اینکه جلوی چشم هستند و همه می‌توانند آن را ببینند و ارتباط میان اعضای تیم را آسان می‌کند. محل مناسب برگزاری جلسات در بورد فیزیکی می‌باشد، اما برخی از افراد با بورد فیزیکی مخالف هستند زیرا یکی از مشکلاتی که در بورد فیزیکی است این است که با استفاده از بورد فیزیکی فقط کارمندان باید حضور کامل در محل کار داشته باشند تا بتوانند بورد فیزیکی را ببینند، اما با استفاده از ابزار بورد ترلو طوری است که هر جا هستید، می‌توانید از بوردتان استفاده کنید.

## آمار و ارقام
تقریباً ۷۷۷ هزار پروژه گوناگون توسط این نرم‌افزار در اختیار کاربران قرار گرفته‌است.
طبق آمار به دست آمده حدود ۸۰۰ هزار نفر از ابزار مدیریت ترلو استفاده می‌کنند.
هم اکنون تقریباً ۱۰ میلیون کار داخل ابزار مدیریت ترلو تعریف شده‌است.
قابلیت ۸۰ کار جدید در این نرم‌افزار وجود دارد.
امکان عضویت ۳ کاربر به صورت همزمان در این نرم‌افزار.
قابلیت ایجاد ۳ بورد تازه توسط کاربران در نرم‌افزار.
قابلیت انجام ۶۴۰ تراکنش با استفاده از نرم‌افزار ترلو (قدرت ساخت، جابه جایی، حذف کارهای مختلفی که در ارتباط با پروژه‌هاست)
امکان ایجاد ۸۰ کار تازه در این نرم‌افزار وجود دارد.